# Karel Havlíček Borovský

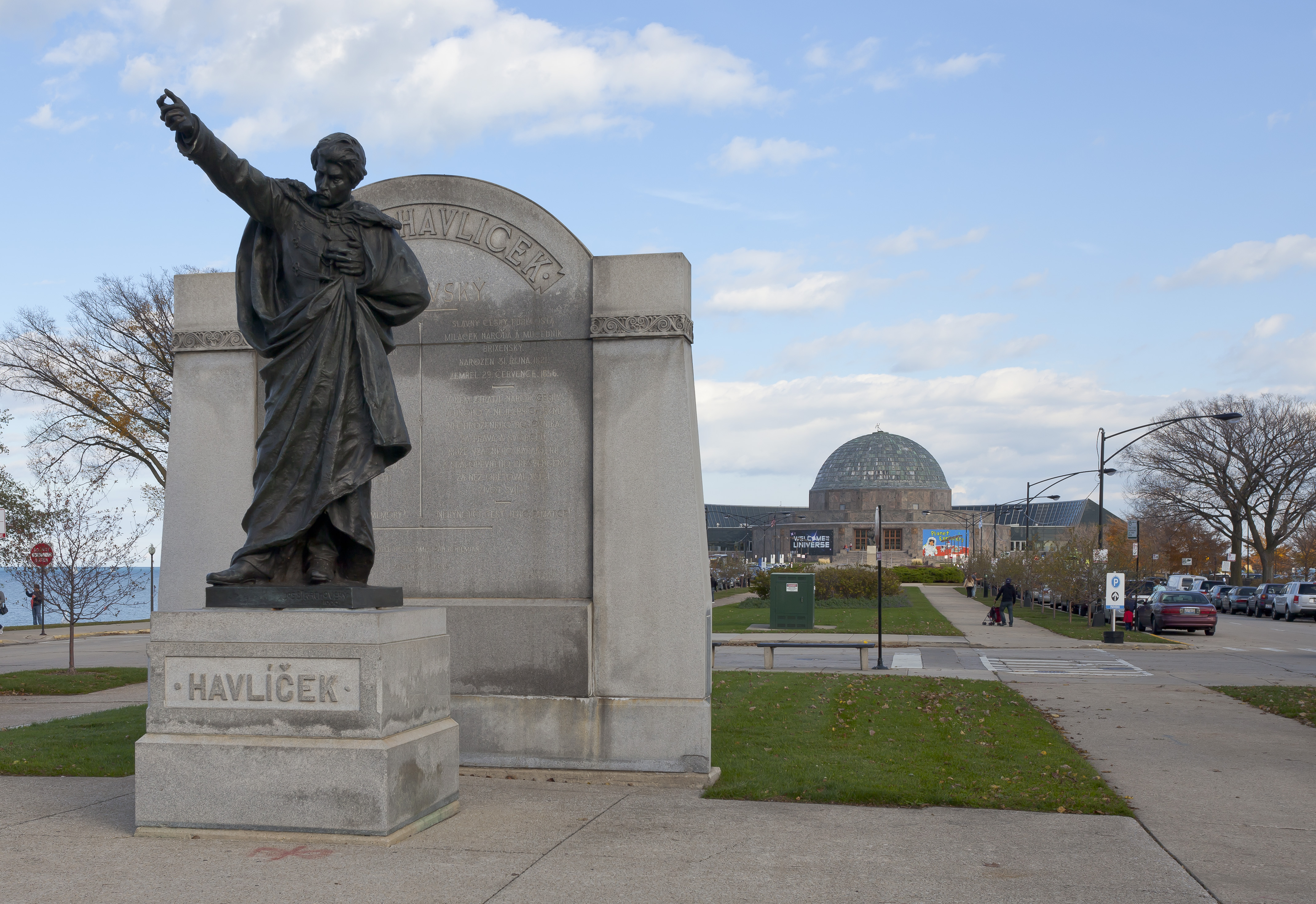
Statua di Karel Havlicek Borovsky di Chicago, Stati Uniti d'America

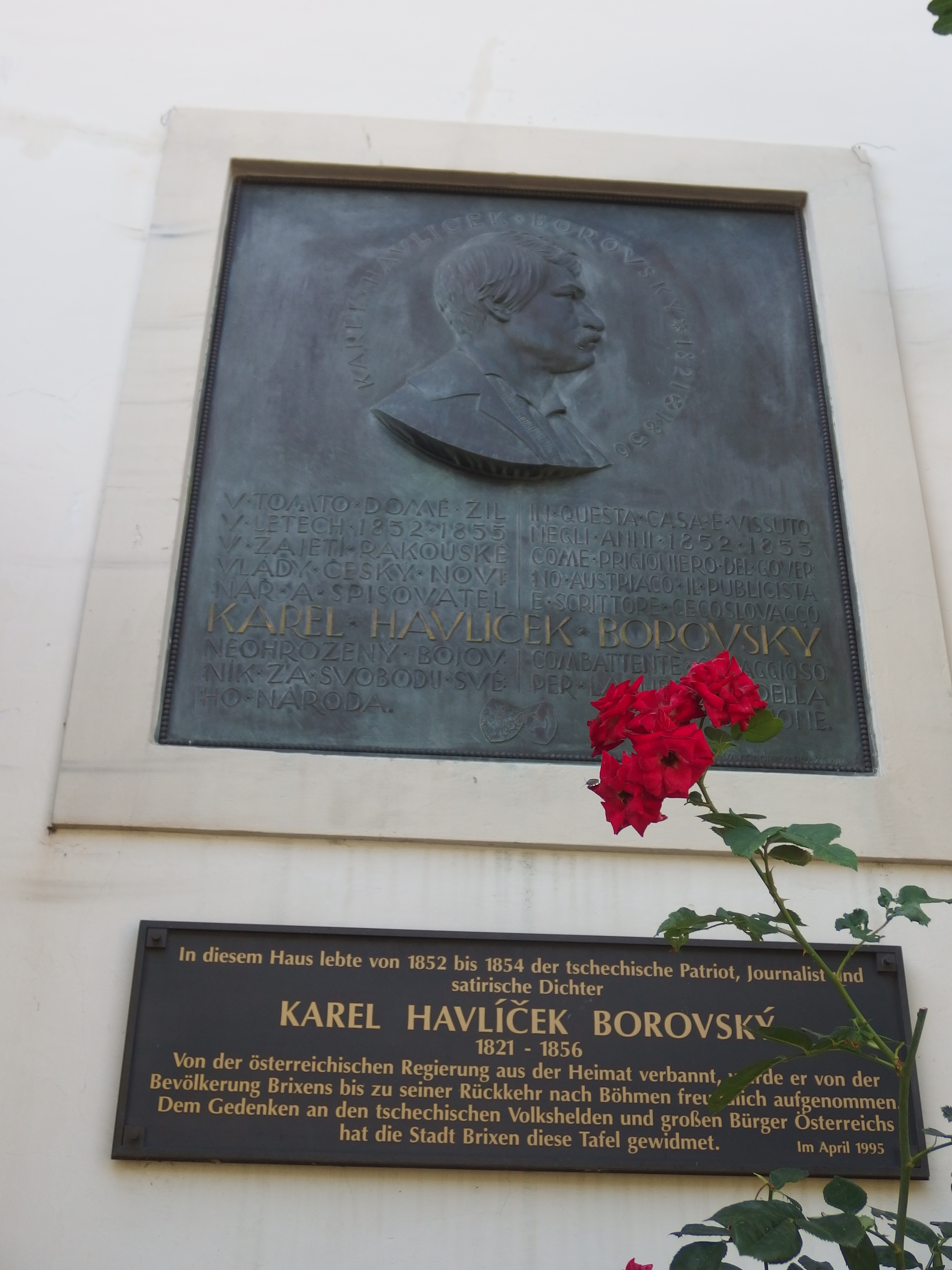
Iscrizione memoriale che ricorda l'esilio di Havlíček a Bressanone negli anni 1851-1855

Karel Havlíček Borovský (Havlíčkova Borová, 1821 – Praga, 1856) è stato uno scrittore ceco.

## Biografia
Durante la brillante carriera universitaria si orientò verso ideali panslavi derivati dalla filosofia di Herder, ma dopo un soggiorno in Russia (1842-1844) si convertì al patriottismo sfrenato, all'antiasburgismo di František Palacký e all'anticlericalismo. Nel 1846 diede alle stampe Il giornale di Praga e L'ape ceca, che chiusero nel 1848. In quell'anno divenne editore del Giornale del popolo e del Folletto, ma nel 1850 passò allo Slavo.
Nei suoi giornali lo scrittore evidenziò tendenze liberali, contrastò la Russia, difese la Polonia e propose un'unione di Cechi e Slovacchi, la Cecoslovacchia. Nel 1848 fu inviato al parlamento imperiale, ma nel 1851 fu confinato a Bressanone, ove rimase fino al 1855 scrivendo i suoi lavori più riusciti e più noti. In quell'anno tornò in patria e, stremato dalle vicissitudini sofferte, morì l'anno seguente (1856). Dopo la sua morte furono pubblicate tre sue grandi opere, Il battesimo di Vladimiro, Le elegie del Tirolo e Re Lávra, intrise di umorismo.

## Opere
Le elegie del Tirolo (1861) si può considerare una autobiografia, in quanto l'autore descrisse la sua tormentata deportazione, in un'atmosfera impregnata di forti emozioni e di toni nostalgici per la patria lontana; non mancarono note sarcastiche riguardanti il periodo storico boemo.
Il Re Lávra (1870) venne ispirato da una leggenda popolare irlandese, e si caratterizzò per una miscela di atmosfere bonarie ma anche satiriche nei confronti della monarchia.
Anche Il battesimo di Vladimiro (1876) fu intriso di ironia, attraverso la quale l'autore mise a nudo le difficili condizioni di vita del popolo in un ambito tirannico.

### Edizioni italiane
- Havlicek, Karel; Machacek, Dusan, Come vivono i giovani in Cecoslovacchia, Praga, Agenzia di stampa Orbis, 1985